# Urs Bühler
Urs Toni Bühler (ur. 19 lipca 1971 w Willisau kanton Lucerna), szwajcarski tenor, członek grupy wokalnej Il Divo.
Naukę śpiewu rozpoczął w wieku lat pięciu jako członek chóru w Lucernie. W wieku lat siedemnastu był frontmanem heavymetalowego zespołu Conspiracy. Jednocześnie rozpoczął naukę śpiewu w Academy for School and Church Music. Po ukończeniu szkoły podjął studia w Sweelink Conservatorium w Amsterdamie w klasie śpiewu Udo Reinemanna, które kontynuował w klasie szwedzkiego tenora Gösty Winbergha.
Od grudnia 2003 roku jest członkiem zespołu Il Divo.